# Краеглазка Эверсманна
Краеглазка Эверсманна (Kirinia eversmanni) — дневная бабочка из семейства Бархатницы. Видовое название дано в честь русского натуралиста, зоолога, врача и путешественника — Эдуарда Александровича Эверсмана. Эндемик Средней Азии.

## Описание
Размах крыльев 44—46 мм. Ареал включает в себя предгорья и горы Южного Казахстана, Узбекистана, Кыргызстана и Таджикистана. Время лёта бабочек с мая по июнь. Гусеницы питаются дикорастущими злаками.

## Подвиды
- K. e. cashmirensis (Moore, 1874).
- K. e. shiva (Wyatt, 1961).
- K. e. unicolor Grum-Grshimailo, 1892.